# Nectandra sanguinea
Nectandra sanguinea är en lagerväxtart som beskrevs av Roland. och Christen Friis Rottbøll. Nectandra sanguinea ingår i släktet Nectandra och familjen lagerväxter. Inga underarter finns listade i Catalogue of Life.